# Jazzpodium de Tor

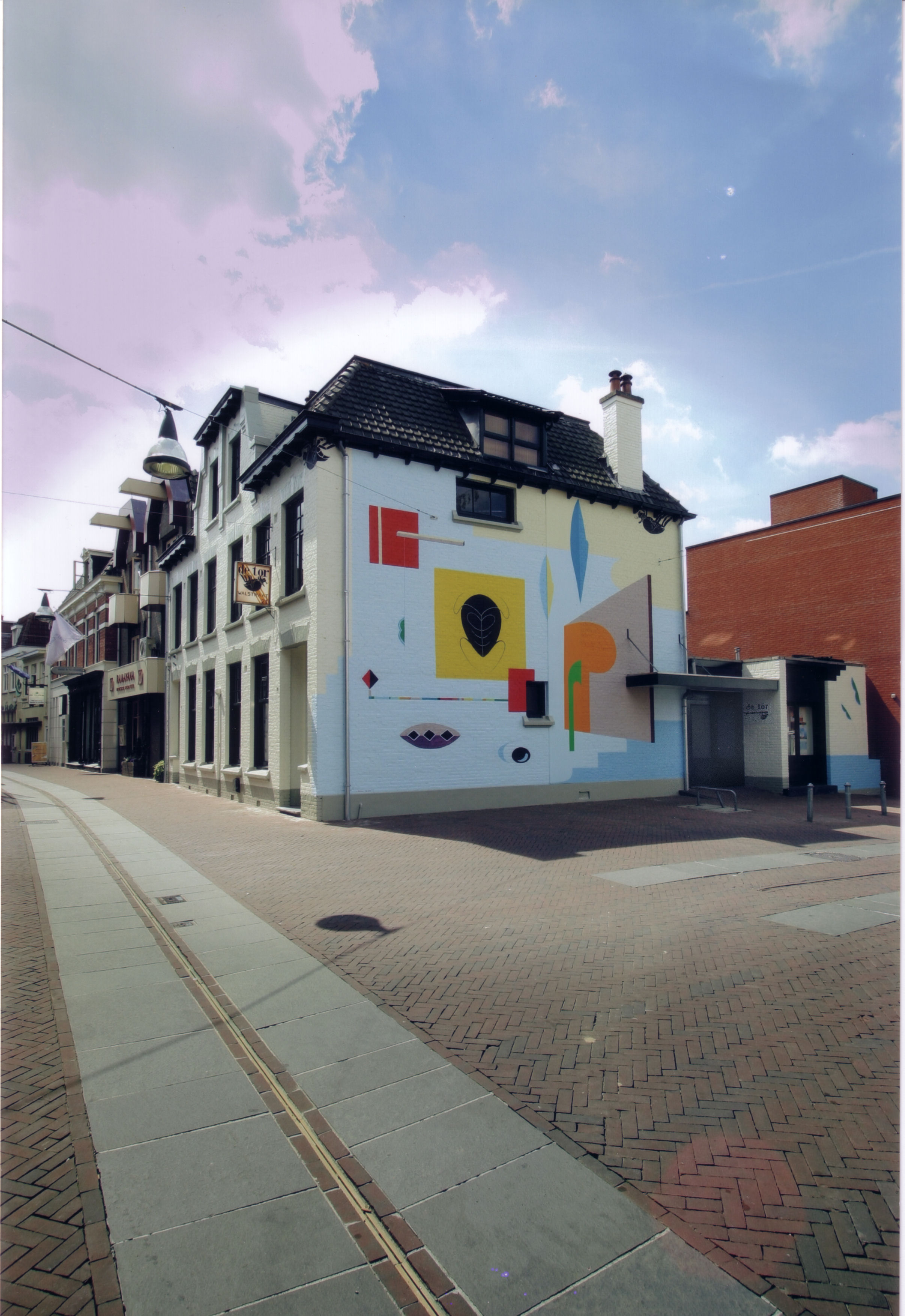
Sociëteit de Tor - Enschede

Jazzpodium de Tor is een jazzclub in de Nederlandse stad Enschede, ontstaan aan het eind van de jaren zestig uit een initiatief van de Oecumenische Jeugdraad van Enschede, die van mening was dat er voor de "oudere jeugd" van Enschede te weinig werd georganiseerd en die daarom wekelijks jazzconcerten ging organiseren.
De organisatie van deze concerten werd in 1973 overgenomen door de "Stichting Jazz in Enschede", later omgedoopt tot "Stichting Jazzpodium". De activiteiten van deze stichting concentreren zich in het onderkomen aan de Walstraat in Enschede, dat daardoor in de volksmond de naam "Jazzcafé de Tor" heeft gekregen.